# Центар за културу „Војислав Илић- Млађи” Жабари
| Центар за културу „Војислав Илић- Млађи” Жабари |                                  |
| Оснивач                                         | Општина Жабари                   |
| Основана:                                       |                                  |
| Седиште:                                        | Кнеза Милоша 47 · Жабари Србија  |
| Директор:                                       | Јелена Стојадиновић              |
| Веб презентација                                | ЦК „Војислав Илић- Млађи” Жабари |

Центар за културу „Војислав Илић- Млађи” Жабари је јавна установа културе основан од стране општине Жабари. Основана је ради очувања културног и уметничког стваралаштва, као и да координира организацијом културно-уметничких дешавања.
У склопу својих активности Центар за културу „Војислав Илић- Млађи“ упорно ради на организацији и подизању квалитета културно-традиционалне едукације, што подразумева пажљиву и темељну реализацију програма културно-уметничких друштава на територији општине Жабари, а то су следећа друштва:
- КУД „Александовац” из Александровца,
- КУД „Војислав Илић- Млађи” из Ореовице,
- КУД „Дукат” из Симићева,
- КУД „Жабари” из Жабара,
- КУД „Младост” из Породина,
- КУД „Витез” из Витежева.

У програм одржавања и неговања културе општине Жабари убрајају се и организације културно-уметничких манифестација, а то су:
- Смотра фолклорних ансабала Србије (СФАС), у Симићеву,
- Четерешко прело у Четережу,
- Спасовдански сабор у Жабарима,
- Играј, певај Србијо у Породину,
- Троички сабор у Влашком долу,
- Петровдански сабор у Витежеву,
- Илиндански сабор у Симићеву,
- Пантелејски дани у Александровцу,
- Ореовачка шетња у Ореовици,
- Дани Војислава Илића Млађег у Ореовици.[1]

Центар за културу има јако добру сарадњу са библиотеком, школама општине Жабари, вртићима... 